# Manjung (Panekan)
Manjung is een bestuurslaag in het regentschap Magetan van de provincie Oost-Java, Indonesië. Manjung telt 2308 inwoners (volkstelling 2010).